# Alpha (álbum de Selena y los Dinos)
Alpha es el segundo álbum de Selena y los Dinos. Fue lanzado el 11 de junio de 1986. En este álbum AB Quintanilla comenzó a escribir canciones y más tarde se convirtió en el productor. Alpha fue lanzado en Estados Unidos en formato de vinilo y casete. En 1987 en los Tejano Music Awards, este álbum ganó el premio a la revelación del año, y Selena ganó también el premio como mejor vocalista femenina.
En el año 2007, el álbum fue lanzado nuevamente dentro de una serie bajo el título de Classic Series, Vol. 1, por la compañía discográfica Q Productions. En este, fue sustituida la canción «El tejano» (ya que es un solo instrumental) por la canción que fue descartada en 1986, «Lo dejo solo».

## Antecedentes
Corría el año 1985 y Selena acababa de cumplir 14 años. Ella estaba tan emocionada y nerviosa por grabar. A.B. estaba sintiéndose frustrado debido a que no podía conseguir canciones de los compositores más importantes de la industria. Abraham, padre de los miembros de la banda, incitó a A.B. a tratar de escribir canciones él mismo. El resultado de eso fue el sencillo líder del álbum "Dame Un Beso", la primera colaboración entre Quintanilla III y el tecladista del grupo, Ricky Vela. Otra canción en el álbum fue "Con Esta Copa", un éxito grabado por Los Dinos originales en 1964. Además, se incluyó la canción "Dame Tu Amor", que fuera la primera canción escrita por Don Abraham y A.B.

## Composición
Ya que el hermano de Selena, A.B. no lograba recolectar canciones de los mejores autores en aquel tiempo, él comenzó a escribir canciones. El tema "Dame Un Beso", lo que fue considerado un éxito moderado de la banda. Otro tema de A.B. fue la canción "Corazoncito", coescrita junto al productor Manny Guerra. Aportes del padre de Selena, Don Abraham, se harían notar en el álbum con el tema "Dame Tu Amor", que llegaría a ser sencillo oficial. La canción "Lo Dejo Solo" también fue escrita por Don Abraham, que a final de cuentas fuera descartada del álbum y lanzada hasta el año 2007 en la reedición. Ricky Vela hizo participación en la composición del álbum con los temas "Soy Amiga" y "Pensando En Ti", esta última junto al guitarrista de la banda, Roger García. Un cover de la canción "Pa' Qué Me Sirve La Vida", escrito por Chucho Monge e interpretado por primera vez por Antonio Aguilar fue incluido en el álbum. Johnny Herrera aportó los temas "Pero Cómo Te Ha Ido" y "Con Esta Copa", la última grabada originalmente grabada por Los Dinos originales en 1964. Finalmente, Los Dinos crearon un instrumental para que formara parte del álbum y actuara como un interludio.

## Producción y grabación
El álbum completo estuvo producido por Manny R. Guerra. Fue grabado entre 1985 e inicios de 1986 en "Amen Studios" en San Antonio, Texas. La grabación y mezcla estuvieron a cargo de Manny Guerra y Abraham Quintanilla mientras que los arreglos musicales y toques finales estuvieron a cargo de los miembros de la banda (A.B. Quintanilla, Ricky Vela y Roger García).

## Promoción

### Sencillos
- «Dame un beso»

"Dame un beso" fue el primer sencillo oficial del álbum. Fue lanzado el 25 de enero de 1986 en estaciones de radio locales y se fabricó en distintos vinilos promocionales. Fue el primer gran éxito moderado de la banda. Este tema fue la primera composición por A.B. Este tema fue interpretado en los Tejano Music Awards de 1986. Fue nominado en los WTHM Awards de 1986 en la categoría "Hit Song of The Year" y en los Tejano Music Awards de 1987 en las categorías "Single of The Year" y "Song of The Year".
- «Con esta copa»

"Con esta copa" se lanzó como segundo sencillo para promoción del álbum. Fue tocada en radios tejanas el 26 de agosto de 1986. Al igual que el anterior, este también fue distribuido en vinilos promocionales, el cual incluía cono Lado B el sencillo anterior. Fue escrita por el compositor tejano Johnny Herrera e interpretada por primera vez en 1964 por Los Dinos originales.
- «Dame tu amor»

"Dame tu amor" fue el tercer y último sencillo del álbum. Fue enviado a radios locales el 10 de noviembre de 1986. El tema fue escrito por el padre de Selena, Don Abraham Quintanilla y el tecladista Ricky Vela. Este sencillo fue solamente promocionado via airplay y sencillo promocional.

### Alpha Tour
Para la promoción al álbum, Selena y Los Dinos comenzaron con el Alpha Tour o como podría decirse, fue un mini-tour. Tocaron en distintas ferias y lugares de baile después del lanzamiento en 1986. Temas como "Dame Un Beso", "Con Esta Copa" y "Sentimientos". Ese mismo año, el grupo se presentó en el Show de Johnny Canales con su sencillo líder y un par de temas más. Es aquí, en donde obtuvieron buena respuesta del público y eso mismo sirvió como escalón para hacerse de un grupo de fanáticos más grande. La presentación más importante del grupo en cuanto al álbum fue en los Tejano Music Awards de 1986, en el que interpretaron el tema "Dame Un Beso".

## Listado de canciones
- Primera edición

| Alpha |                                 |                                |          |  |
| N.º   | Título                          | Escritor(es)                   | Duración |  |
| 1.    | «Dame Un Beso»                  | A.B. Quintanilla III • Vela    | 3:46     |  |
| 2.    | «Con Esta Copa»                 | Johnny Herrera                 | 3:06     |  |
| 3.    | «Soy Amiga»                     | Vela                           | 4:08     |  |
| 4.    | «Corazoncito»                   | Quintanilla III • Manny Guerra | 2:38     |  |
| 5.    | «Sentimientos»                  | Al Hurricane                   | 3:20     |  |
| 6.    | «Pero Cómo Te Ha Ido»           | Herrera                        | 3:10     |  |
| 7.    | «Pa' Qué Me Sirve La vida»      | Chucho Monge                   | 3:00     |  |
| 8.    | «Pensando En Ti»                | Ricky Vela • Roger García      | 4:16     |  |
| 9.    | «El Tejano» (Solo Instrumental) | Los Dinos                      | 2:59     |  |
| 10.   | «Dame Tu Amor»                  | Quintanilla • Vela             | 3:57     |  |

- Reedición 2007

| Classic Series, Vol. 1 |                            |                                |          |  |
| N.º                    | Título                     | Escritor(es)                   | Duración |  |
| 1.                     | «Pensando En Ti»           | Ricky Vela • Roger García      | 4:16     |  |
| 2.                     | «Dame Tu Amor»             | Quintanilla • Vela             | 3:57     |  |
| 3.                     | «Dame Un Beso»             | A.B. Quintanilla III • Vela    | 3:46     |  |
| 4.                     | «Con Esta Copa»            | Johnny Herrera                 | 3:06     |  |
| 5.                     | «Soy Amiga»                | Vela                           | 4:08     |  |
| 6.                     | «Corazoncito»              | Quintanilla III • Manny Guerra | 2:38     |  |
| 7.                     | «Sentimientos»             | Al Hurricane                   | 3:23     |  |
| 8.                     | «Pero Cómo Te Ha Ido»      | Herrera                        | 3:10     |  |
| 9.                     | «Pa' Qué Me Sirve La vida» | Chucho Monge                   | 3:00     |  |
| 10.                    | «Lo Dejo Solo»             | Abraham Quintanilla            | 3:34     |  |

## Uso en otros álbumes
- El 5 de noviembre de 1996, se lanzó el primer álbum de remezclas titulado "Siempre Selena". La canción "Soy Amiga" fue compilada en este y modificada para versión pop fusionada con soul. Fue mezclada por A.B. Quintanilla y producida por Abraham Quintanilla.

- El 7 de abril de 1998, se lanzó el segundo álbum de remezclas de Selena titulado "Anthology". Para este álbum, se tomaron las canciones "Dame Tu Amor" y "Pa' Qué Me Sirve La Vida", todas en nuevas versiones a mariachi. El tema "Corazoncito" fue remezclada en versión cumbia. Así mismo, la versión cumbia de "Corazoncito" hizo parte de la compilación exclusiva para Chile titulada "Cumbias" en 1999.[3]

- "Sentimientos" hizo aparición en la compilación de EMI "Selena: 21 Black Jack", lanzada en el año 2000.[4]

- El 4 de noviembre de 2003, Q Productions publica la compilación "Selena y sus Inicios, Vol. 1".[5] En esta, se tomaron las canciones "Pensando En Ti", "Pero Cómo Te Ha Ido", "Dame Tu Amor", "Soy Amiga", Corazoncito", "Con Esta Copa" y "Dame Un Beso". El 9 de marzo de 2004, "Dame Tu Amor" forma parte de "Selena y sus Inicios, Vol. 2".[6] "Pa Qué Me Sirve La Vida", "Corazoncito" y "Sentimientos" se compila en "Selena y sus Inicios, Vol. 3" el 24 de agosto de 2004.[7]"Soy Amiga" vuelve a aparecer en la serie de colección por segunda vez el 2 de noviembre de 2004 en "Selena y sus Inicios, Vol. 4".[8]

- "Dame Un Beso" formó parte del álbum recopilatorio "Selena Remembered", lanzado el 25 de enero de 2005.[9]

- "La Leyenda" fue una compilación lanzada el 9 de marzo de 2010. En la "Versión Súper Deluxe", se incluyó la canción "Dame Un Beso", como parte del CD Tejano.

- El 31 de agosto de 2015, A.B. Quintanilla puso en libertad una nueva versión remix de la canción "Soy Amiga" vía iTunes y Google Play Store.[10]

## Premios y nominaciones

### Tejano Music Awards (1986)
En 1986, Selena ganó la nominación obtenida en los TMA de 1986, gracias al éxito de su álbum "Alpha" en la categoría "Female Vocalist of the Year".
| Año  | Nominado | Categoría                                                  | Resultado |
| ---- | -------- | ---------------------------------------------------------- | --------- |
| 1986 | Selena   | "Female Vocalist of the Year" (Vocalista Femenina del Año) | Ganadora  |

### West Texas Hispanic Music Awards (1986)
El álbum "Alpha", le otorgó a Selena y Los Dinos tres nominaciones en los WTHM Awards en 1986. Selena ganó solo una de ellas.
| Año  | Nominado       | Categoría                                    | Resultado |
| ---- | -------------- | -------------------------------------------- | --------- |
| 1986 | Selena         | Vocalista del Año                            | Ganadora  |
| 1986 | "Alpha"        | Album of the Year (Álbum del año)            | Nominado  |
| 1986 | "Dame Un Beso" | Hit Song of The Year (Canción éxito del año) | Nominado  |

### KFLZ Awards (1986)
En 1986, Selena ganó la nominación obtenida en los KFLZ Awards en la categoría "Female Vocalist of The Year".
| Año  | Nominado | Categoría                                                | Resultado |
| ---- | -------- | -------------------------------------------------------- | --------- |
| 1986 | Selena   | Female Vocalist of The Year (Vocalista Femenina del Año) | Ganadora  |

### Tejano Music Awards (1987)
En el año 1987, el álbum continuó cosechando éxitos. Obtuvieron tres nominaciones en dicha premiación.
| Año  | Nominado       | Categoría                             | Resultado |
| ---- | -------------- | ------------------------------------- | --------- |
| 1987 | "Alpha"        | Album of The Year (Álbum del año)     | Nominado  |
| 1987 | "Dame Un Beso" | Song of the Year (Canción del año)    | Nominado  |
| 1987 | "Dame Un Beso" | Single of the Year (Sencillo del año) | Nominado  |

## Créditos
| - Primera voz - Selena Quintanilla - Batería - Suzette Quintanilla - Bajo y segunda voz - A.B. Quintanilla III - Teclados - Ricky Vela - Guitarra - Roger García | - Productor - Manny R. Guerra - Grabación - Amen Studios (San Antonio, Tx.) - Mezcla - Brian "Red" Moore - Arreglos musicales - Selena y Los Dinos - Composición - Vela • García • Quintanilla III • Johnny Herrera • Guerra • Chucho Mongue - Fotografía - Ramón Hernández |